# Mag Bodard
Mag Bodard (Turijn, 3 januari 1916 – Neuilly-sur-Seine, 26 februari 2019) was een Frans-Italiaanse film- en televisieproducente. Haar productiemaatschappij droeg eerst de naam 'Parc Film' (1963-1972), daarna 'Ciné Mag Bodard' ('Cinémag'). 

## Leven en werk

### Journaliste
Mag Bodard werd in Turijn geboren als Marguerite Perato. Ze was correspondente voor het tijdschrift Elle in Indochina. In 1962 trouwde ze met schrijver en journalist Lucien Bodard met wie ze zich in Parijs vestigde. Door zijn toedoen werd ze redactrice van het algemeen dagblad France-Soir. Daar leerde ze journalist en televisieproducent Pierre Lazareff kennen.

### Filmproducente
Vermits Lazareff haar niet betrok in het televisiemagazine Cinq colonnes à la une stuurde Bodard haar carrière uit in de richting van de filmwereld. Met haar tweede productie, Les Parapluies de Cherbourg (1964), de volledig gezongen musicalfilm van de jonge talentrijke Jacques Demy behaalde ze meteen de Gouden Palm op het Filmfestival van Cannes (1964) en lanceerde ze zo de carrière van Demy en van  hoofdactrice Catherine Deneuve.
Gesterkt door dit succes verzorgde ze de productie van Les Demoiselles de Rochefort en Peau d'Âne, twee andere successen van Demy. Ze nam ook de productie waar van verscheidene films van andere persoonlijke en eigenzinnige cineasten zoals Robert Bresson, Agnès Varda, de vrouw van Demy, Jean-Luc Godard en André Delvaux. Ze moedigde jonge talenten aan zoals Michel Deville (vier films) en Claude Miller van wie ze zijn debuut, het drama La Meilleure Façon de marcher, produceerde. Samen met onder meer François Truffaut en Claude Berri gaf ze ook Maurice Pialat de kans het psychologisch kinderdrama L'Enfance nue (1968), zijn eerste langspeelfilm, te draaien. Deville's toenmalige coscenarist Nina Companeez mocht eveneens op Bodard rekenen toen ze overschakelde naar de filmregie: Bodard produceerde haar eerste drie films.

### Televisieproducente
In 1977 maakte ze na 15 jaar een einde aan haar activiteiten als filmproducente. Ze schakelde over op de televisiewereld waar haar maatschappij onder meer meerdere series en films van ouwe getrouwe Nina Companeez produceerde. 

## Filmografie

### Film
- 1962 - La gamberge (Norbert Carbonnaux)
- 1964 - Les Parapluies de Cherbourg (Jacques Demy)
- 1965 - Le Bonheur (Agnès Varda)
- 1965 - Nick Carter et le trèfle rouge (Jean-Paul Savignac)
- 1966 - Au hasard Balthazar (Robert Bresson)
- 1966 - Les Créatures (Agnès Varda)
- 1967 - Deux ou trois choses que je sais d'elle (Jean-Luc Godard)
- 1967 - Les Demoiselles de Rochefort (Jacques Demy)
- 1967 - Mouchette (Robert Bresson)
- 1967 - La Chinoise (Jean-Luc Godard)
- 1967 - Le Viol (Jacques Doniol-Valcroze)
- 1968 - L'Enfance nue (Maurice Pialat)
- 1968 - Bye bye, Barbara (Michel Deville)
- 1968 - Benjamin ou les mémoires d'un puceau (Michel Deville)
- 1968 - Je t'aime, je t'aime (Alain Resnais)
- 1968 - Un soir, un train (André Delvaux)
- 1969 - Paul (Diourka Medveczky)
- 1969 - Une femme douce (Robert Bresson)
- 1969 - La Coqueluche (Christian-Paul Arrighi)
- 1969 - Tout peut arriver (Philippe Labro)
- 1970 - Hoa Binh (Raoul Coutard)
- 1970 - La Ville bidon (Jacques Baratier)
- 1970 - L'Ours et la Poupée (Michel Deville)
- 1970 - La Maison des bories (Jacques Doniol-Valcroze)
- 1970 - Peau d'Âne (Jacques Demy)
- 1971 - Raphaël ou le débauché (Michel Deville)
- 1971 - Rendez-vous à Bray (André Delvaux)
- 1971 - Pouce (Pierre Badel)
- 1972 - L'Homme au cerveau greffé (Jacques Doniol-Valcroze)
- 1972 - Faustine et le bel été (Nina Companeez)
- 1972 - Le Petit Poucet (Michel Boisrond)
- 1973 - Kamouraska (Claude Jutra)
- 1973 - L'Histoire très bonne et très joyeuse de Colinot trousse-chemise (Nina Companeez)
- 1974 - On s'est trompé d'histoire d'amour (Jean-Louis Bertuccelli)
- 1976 - La Meilleure Façon de marcher (Claude Miller)
- 1977 - Le Diable dans la boîte (Pierre Lary)
- 1977 - Comme sur des roulettes (Nina Companeez)

### Televisie
- 1979 - Les Dames de la côte (Nina Companeez) (vijfdelige serie)
- 1982 - Venise en hiver (Jacques Doniol-Valcroze)
- 1989 - La Grande Cabriole (Nina Companeez) (vierdelige serie)
- 1996 - L'Allée du roi (Nina Companeez) (tweedelige film)
- 1997 - Un printemps de chien (Alain Tasma)
- 1997 - Le Diable en sabots (Nicole Berckmans)
- 2001 - Un Pique-nique chez Osiris (Nina Companeez) (vierdelige film)
- 2002 - La Chanson du maçon (Nina Companeez)
- 2003 - Mata Hari, la vraie histoire (Alain Tasma)
- 2003 - Satan refuse du monde (Jacques Renard)
- 2006 - L'Inconnue de la départementale (Didier Bivel)

## Documentaire
- 2005: Mag Bodard, un destin (Anne Wiazemsky) (televisie)